# Білий голос
Білий голос (пол. biały głos) — назва деяких манер співу, відмінних від академічної, що використовується переважно в польській, рідше — в українській та російській літературі.

## Назва
Найбільш поширена в Польщі, де «білим співом» (śpiew biały) називають характерну для польського народного музикування манеру, при якій «повітря, що повільно виштовхується через діафрагму, виходить через максимально відкрите горло».
Як синонімічна використовується назва «співокрик» (śpiewokrzyk) Цією назвою послугуються і польські гурти, що проводять майстер-класи виконання народної музики. Разом з тим, польські дослідники підкреслюють, що вивчаючи польське традиційне виконавство, у селах не спостерігають єдиної манери співу, а відтак і універсальність техніки «білого співу» підлягає верифікації
В російській літературі термін «білий звук» («белый звук»), пояснюється як відкритий, плоский співацький звук, акустично обумовлений звучанням верхніх гармонік і недостатнім — нижньої форманти, що надає звукові глибину і округлість, при цьому вказується на його характерність для народних колективів і неприйнятність — для академічних виконавців
В українській літературі епітет «білий спів» зустрічається рідко і по відношенню до різних явищ. Так, Роман Горак «білим співом» називає такі різні явища, як жіночий спів в карпатських селах, голоси співачок Ніни Матвієнко та Квітки Цісик В той же час в дисертації випускниці Одеської музичної академії Чжан Мао «так званий білий спів» згадується у зв'язку з ренесансно-бароковою епохою.